# Nathanaël Gouin
Nathanaël Gouin est un pianiste français, né le 5 mars 1988 à Colombes. 

## Formation
Nathanaël Gouin commence l’étude du piano et du violon à l’âge de trois ans. Il étudie au Conservatoire de Rouen, puis au Conservatoire de Toulouse dans la classe de Frédéric Vaysse-Knitter et de Thierry Huillet où il obtient le premier prix de piano et d'accompagnement. 
En 2007, il entre au Conservatoire national supérieur de musique et de danse de Paris, dans la classe de Michel Beroff. Grâce à une bourse d'études, il entre ensuite à la Juilliard School de New York, puis à la Hochschule für Musik de Fribourg et à la Hochschule für Musik de Munich. Il suit enfin les cours de l'académie musicale de Villecroze.
Il est artiste en résidence à la Chapelle musicale Reine-Elizabeth de Belgique, auprès de Maria João Pires, qui le présente ainsi au public dans le cadre du projet Partitura, concept qui allie différentes générations de musiciens dans le partage de la scène. Lauréat de nombreux concours internationaux, il cultive un répertoire large et curieux, notamment au sein du Quatuor Brahma.

## Distinctions
Nathanaël Gouin est lauréat de plusieurs concours internationaux : premier prix au concours Johannes Brahms à Pörtschach en Autriche, le premier prix au concours de duos de Suède, Concours international de musique de chambre de Lyon. Il est également lauréat de la fondation d’entreprise Banque Populaire et de la fondation Meyer.

## Discographie
En 2015, il enregistre le Concerto pour piano et orchestre d’Edouard Lalo avec l' Orchestre philharmonique royal de Liège placé sous la direction de Jean-Jacques Kantorow (Alpha). Nathanaël Gouin a également fondé un duo piano violon avec Guillaume Chilemme, dont le premier enregistrement des sonates de Ravel et Canal est paru en 2014 (Maguelone). 
En 2021 parait le disque "Dear Mademoiselle" (Alpha) consacré à Nadia Boulanger avec la violoncelliste Astrig Siranossian, dans lequel il réalise les arrangements pour piano et violoncelle.  
Son premier album solo Liszt Macabre sort chez Mirare en septembre 2017 et est récompensé d'un Choc de Classica. 
Bizet sans paroles, son dernier album sort chez Mirare en 2020, et est alors récompensé d'un Diapason d'Or.